# Наблюдательная станция Синлун
Наблюдательная база Синлун Национальной астрономической обсерватории Китайской академии наук (кит. упр. 中国科学院国家天文台兴隆观测基地), или Наблюдательная станция Синлун (кит. упр. 兴隆观测站) — астрономическая обсерватория, основанная в 1965 году и введённая в эксплуатацию в 1968 году. Расположена в уезде Синлун городского округа Чэндэ провинции Хэбэй, Китай, у южного подножия главного пика гор Яньшань. Принадлежит Национальной астрономической обсерватории Китайской академии наук.

## Инструменты обсерватории
В обсерватории установлено 7 телескопов:
- Mark-III фотоэлектрическая астролябия
- 60-СМ рефлектор
- 80-см рефлектор
- 85-см рефлектор
- 60/90-см камера Шмидта
- 1.26-м ИК-телескоп
- 2.16-м рефлектор
- 4-м телескоп LAMOST

## Направления исследований
- поиск новых астероидов;
- наблюдения ИСЗ.

## Основные достижения
- Пекинская Шмидт-ПЗС астероидная программа
- Открыто 1240 астероида с 1982 по 2002 года[3]
- 64267 астрометрических измерений опубликовано с 1982 по 2003 года [4]
- Открытие экзопланеты у звезды HD 173416